# 三和乡 (汉寿县)
三和乡，是中华人民共和国湖南省常德市汉寿县下辖的一个乡镇级行政单位。

## 行政区划
三和乡下辖以下地区：
华宫社区、蒲田村、樟树洲村、白路寺村、巷子口村、黄廖村、龙潭村、白家铺村、晒谷岩村、姚家村、三合桥村、宝塔铺村、西阳村、保安村、金马村、金牛村和和平村。